# Telostylinus spinicoxa
Telostylinus spinicoxa är en tvåvingeart som beskrevs av Aczel 1954. Telostylinus spinicoxa ingår i släktet Telostylinus och familjen Neriidae. Inga underarter finns listade i Catalogue of Life.